# Беркхаут, Йорн
Йорн Беркхаут (нидерл. Jorn Berkhout; род. 18 марта 2002, Херхюговард, Северная Голландия) — нидерландский футболист, защитник клуба «Камбюр».

## Клубная карьера
Беркхаут — воспитанник клуба АЗ. 2 октября 2020 года в поединке против «МВВ Маастрихт» он дебютировал в Эрстедивизи в составе «дублёров». 16 мая 2021 года в матче против «Хераклес» он дебютировал в Эредивизи.
Летом 2025 года перешёл в «Камбюр», подписав трёхлетний контракт до середины 2028 года.